# Chalcophora mariana massiliensis
Chalcophora mariana massiliensis é uma subespécie de insetos coleópteros polífagos pertencente à família Buprestidae.
A autoridade científica da subespécie é Villers, tendo sido descrita no ano de 1789.
Trata-se de uma subespécie presente no território português.